# Eva-Lis Sirén
Eva-Lis Maria Sirén (tidigare Preisz, född Håkansson), född 8 december 1954 i Östra Ämterviks församling, Värmlands län, var förbundsordförande för Lärarförbundet 2001-2014. Sirén är sedan 2011 vice ordförande i TCO.
Eva-Lis Sirén har gjort sig känd bland annat för att driva kravet om kraftigt höjda löner för lärare. 2011 lanserade hon kravet på 10 000 kronor mer i månaden för Sveriges lärare.
Sirén tog lärarexamen 1975, vid 21 års ålder, vid Högskolan i Karlstad, nuvarande Karlstads universitet. Hon har som yrkesverksam lärare arbetat som grundskollärare i årskurs 1-6, i särskolan och med barn i behov av särskilt stöd. Hennes fackliga arbete började som ledamot i lokalavdelningen i Forshaga där hon sedermera blev ordförande. 1998 valdes hon in i förbundsstyrelsen och 2001 blev hon förbundsordförande, en post som hon innehade fram till 2014. Hon efterträddes av Johanna Jaara Åstrand.
Sirén har också internationella fackliga uppdrag, bland annat vice ordförande i den globala lärarorganisationen Education Internationals (EI) styrelse sedan 2004. Sirén är också ledamot i styrelsen för Nordiska lärarorganisationers samråd (NLS) där hon även var ordförande 2007.

## Övrigt
- Utnämnd till Årets Alumn vid Karlstads universitet 2006.
- Invald som ledamot i regeringens jämställdhetsråd 2005.
- Ledamot i styrelsen för Offentliganställdas Förhandlingsråd (OFR).